# Seznam novozelandskih nogometašev
Seznam novozelandskih nogometašev.

## A
- Ken Armstrong
- Mark Atkinson

## B
- Kosta Barbarouses
- Jason Batty
- Leo Bertos
- Michael Boxall
- Andrew Boyens
- Kris Bright
- Jeremy Brockie
- Tim Brown
- Mark Burton

## C
- Jeff Campbell
- Jeremy Christie
- Aaron Clapham
- Duncan Cole
- Vaughan Coveny

## D
- Gerard Davis
- Sean Douglas

## E
- Simon Elliott
- Adrian Elrick
- Ceri Evans

## F
- Rory Fallon
- Michael Fitzgerald

## G
- Jake Gleeson

## H
- Frank van Hattum
- Craig Henderson
- Ricki Herbert
- Noah Hickey
- Bill Hume

## J
- Chris Jackson

## K
- Chris Killen

## L
- Aaron Lines
- Tony Lochhead

## M
- Michael McGarry
- Michael McGlinchey
- Glen Moss
- David Mulligan

## N
- Ryan Nelsen
- Keith Nelson
- Jock Newall
- Heremaia "Harry" Ngata
- Ross Nicholson

## O
- Duncan Oughton

## P
- Mark Paston
- Jonathan Perry
- Cole Peverley
- James Pritchett

## R
- Winston Reid
- Marco Rojas
- Luke Rowe
- Wynton Rufer

## S
- Ben Sigmund
- Shane Smeltz
- Scott Smith
- Tommy Smith
- Jacob Spoonley
- Steve Sumner

## T
- Jonathan Taylor
- Brian Turner

## U
- Paul Urlovic

## V
- Ivan Vicelich

## W
- Chris Wood
- Steve Wooddin

## Z
- Chris Zoricich